# 黄树皮县
黄树皮县（越南语：／），一译黄树腓县，是越南河江省下辖的一个县，面积633.42平方公里，2018年时总人口71080人。

## 地理
黄树皮县北接中国云南省，东接渭川县，东南接北光县，南接光平县，西接箐门县。

## 历史
法属时期，北圻政府在这里设置黄树皮州。
1999年8月20日，荣光社改制为荣光市镇。
2003年12月1日，以先原社、春明社2社和北光县12社、箐门县1社析置光平县。
2019年12月17日，板坡社并入淰易社。
2025年6月12日，宣光省和河江省合并成新的宣光省，黄树皮县随之短暂划归宣光省管辖。6月16日，越南国会废除县级政区，黄树皮县随之废除；松元社和光平县春明社合并成新的松元社，淰袴社、南山社和河头社合并成新的河头社，淰的社、大树庄社和淰易社合并成新的淰易社，新进社、满容社和纵振社合并成新的新进社，荣光市镇、本略社、严登吧社、聚仁社和坦湾社合并成黄树皮社，波落社、田竹坪社和汤信社合并成新的汤信社，漫逢社、战庯社和漫美社合并成新的漫美社，三岔河社、娘敦社和百里岩社合并成新的百里岩社，各新社均隶属宣光省直接管辖。

## 行政区划
黄树皮县下辖1市镇23社，县莅荣光市镇。
- 荣光市镇（Thị trấn Vinh Quang）
- 本略社（Xã Bản Luốc）[10]:270
- 漫美社（Xã Bản Máy）[10]:273
- 满容社（Xã Bản Nhùng）[10]:269
- 漫逢社（Xã Bản Phùng）[10]:273
- 战庯社（Xã Chiến Phố）
- 坦湾社（Xã Đản Ván）[10]:269
- 河头社（Xã Hồ Thầu）[10]:270
- 南山社（Xã Nam Sơn）
- 娘敦社（Xã Nàng Đôn）
- 淰易社（Xã Nậm Dịch）[10]:270
- 淰袴社（Xã Nậm Khòa）[10]:270
- 淰的社（Xã Nậm Ty）[10]:270
- 严登吧社（Xã Ngàm Đăng Vài）
- 波落社（Xã Pố Lồ）[10]:269
- 百里岩社（Xã Pờ Ly Ngài）[10]:270
- 三岔河社（Xã Sán Xả Hồ）[10]:270
- 大树庄社（Xã Tả Sử Choóng）[10]:269
- 新进社（Xã Tân Tiến）
- 汤信社（Xã Thàng Tín）
- 田竹坪社（Xã Thèn Chu Phìn）[10]:269
- 松元社（Xã Thông Nguyên）
- 聚仁社（Xã Tụ Nhân）
- 纵振社（Xã Túng Sán）